# BO051
BO051 è un programma di intrattenimento condotto da Andrea Lehotská. È andato in onda nel 2008 e nel 2009 su 7 Gold.
BO051 è stato un programma che ha trattato varie tematiche dagli avvenimenti, alla gastronomia, dai personaggi alla moda, dall'arte alla storia e ai motori. Del programma si ricordano in particolare le puntate:
- L'arte di Eugenio Riccomini
- Majani la cioccolata
- Piazza Maggiore
- La moda è di casa
- I tortellini
- Il motor show di Bologna